# BR-487
De BR-487 is een federale weg in de deelstaten Mato Grosso do Sul en Paraná in het zuiden van Brazilië. De weg is een verbindingsweg tussen Juti in Mato Grosso do Sul en Ponta Grossa in Paraná.
De weg heeft een lengte van 645 kilometer.
Bij Campo Mourão door kruist de weg het Staatspark Lago Azul.

## Aansluitende wegen
- BR-163 (gezamenlijk traject), MS-283 en MS-289 bij Juti
- MS-141 en MS-489 bij Naviraí
- PR-082 en PR-485 bij Icaraíma
- PR-082 en PR-182 bij Ivaté
- PR-580
- PR-482
- PR-180 en PR-323 bij Cruzeiro do Oeste
- PR-479 bij Tuneiras do Oeste
- BR-158, BR-272, BR-369, PR-317 en PR-558 bij Campo Mourão
- PR-549 en PR-553
- PR-462 bij Iretama
- PR-460
- BR-466 en PR-170 bij Manoel Ribas
- PR-535 bij Cândido de Abreu
- PR-239
- PR-522
- BR-153 en PR-153 bij Ipiranga
- BR-373
- BR-376 bij Ponta Grossa

## Plaatsen
Langs de route liggen de volgende plaatsen:
- Juti
- Naviraí
- Icaraíma
- Ivaté
- Cruzeiro do Oeste
- Tuneiras do Oeste
- Campo Mourão
- Iretama
- Nova Tebas
- Manoel Ribas
- Cândido de Abreu
- Ivaí
- Ipiranga
- Ponta Grossa